# 劉同升
劉同升（1587年—1645年），字晉卿，又字孝則，江西吉安府吉水縣人，明朝政治人物、狀元。

## 生平
劉同升生於萬曆十五年（1587年）丁亥四月初五日，天啓元年（1621年）辛酉科江西鄉試第一百二名舉人，崇禎十年（1637年）中一甲一名進士（狀元）。授翰林院修撰。十一年因反對楊嗣昌“奪情”入閣，被貶官福建任按察司知事，於是引病歸鄉。十五年復官修撰，十七年升左中允。
清兵壓境，弘光元年（清順治二年，1645年）南都破。江西諸府，惟贛州府獨存。唐王朱聿𨮁（後為紹宗）升其為國子祭酒。自雩都縣至贛縣，與翰林楊廷麟共謀興復，巡撫南贛。紹宗隆武元年（1645年）因勞而卒，諡文忠。

## 家族
曾祖劉方興，举人、推官，祀名宦乡贤；祖劉子武，封翰林院编修。父劉應秋為神宗萬曆十一年（1583年）探花，官至國子監祭酒。赠礼部侍郎謚文節。
有子劉季鑛，選貢。

## 著作
著有《錦鱗集》、《音韻彙編》等。